# خطأ (لسانيات)
الخطأ في علم اللغويات التطبيقية هو انحراف غير مقصود عن القواعد الأساسية للغة ما من قِبل متعلم لها ذي لغة ثانية. تنتج هذه الأخطاء عن عدم معرفة المتعلم بالقواعد الصحيحة للكلام المستهدف قوله. يتم التمييز بشكل عام بين الأخطاء (بالإنجليزية: errors) (الانحرافات المنهجية) والغلطات (بالإنجليزية: mistakes) (أخطاء أثناء قول الكلام)، ولا يُتعامل معهما بنفس الطريقة من وجهة نظر لغوية. كانت دراسة أخطاء المتعلمين مجال البحث الرئيسي من قبل اللغويين في تاريخ أبحاث اكتساب اللغة الثانية.
في السياقات الوصفية، يتم استخدام مصطلحي «خطأ» و «غلطة» لوصف الاستخدامات التي تُعد غير قياسية أو غير مشجعة بطريقة معيارية. ومع ذلك، فإن مثل هذه الاستخدامات لا تُعد أخطاء حقيقية من قبل غالبية علماء اللغة. لا تُصدر اللسانيات الحديثة عمومًا مثل هذه الأحكام حول الكلام الأصلي المتكرر، رافضةً فكرة الصواب اللغوي باعتبارها غير قابلة للدفاع عنها من الناحية العلمية، أو تقترب على الأقل من مفهوم الاستخدام الصحيح من الناحية النسبية. لا تدعم اللغويات عادةً التصورات الاجتماعية ومطالبات القيمة حول أنواع الكلام المختلفة، على الرغم من أنها شائعة اجتماعيًا.

## التعريف
يعرّف إتش. دوغلاس براون الأخطاء اللغوية بأنها «انحراف ملحوظ عن القواعد اللغوية للمتحدث الأصلي البالغ، وهو ما يعكس الكفاءة اللغوية للمتعلم».

## الفرق بين الخطأ والغلطة
من المهم التمييز بين الأخطاء والغلطات في علم اللغويات. يُميَّز دائمًا بين الأخطاء والغلطات، إذ تُعرَّف الأولى على أنها ناتجة عن افتقار المتعلم إلى المعرفة النحوية المناسبة، في حين أن الأخيرة هي الفشل في استخدام نظام معروف بالفعل بشكل صحيح. يصف براون هذه الغلطات على أنها غلطات أدائية. تُرتكب غلطات من هذا النوع في كثير من الأحيان من قبل المتحدثين الأصليين بها، والمتعلمين لها كلغة الثانية. ومع ذلك، فإن المتحدثين الأصليين قادرون بشكل عام على تصحيح أنفسهم بسرعة. وتشمل هذه الغلطات زلات اللسان والتشكيلات غير النحوية العشوائية. من ناحية أخرى، فإن الأخطاء منهجية من حيث أنها تحدث بشكل متكرر ولا يمكن للمتعلم أن يتعرف عليها. إنها جزء من اللغة البينية للمتعلم، ولا يعتبرها المتعلم بشكل عام أخطاء. فهي أخطاء فقط من وجهة نظر المعلمين وغيرهم ممن يدركون أن المتعلم قد انحرف عن القواعد النحوية. أي أنه يمكن تصحيح الغلطات (الغلطات الأدائية) بطريقة ذاتية مع أو بدون تنبيه المتكلم لها، ولكن لا يمكن تصحيح الأخطاء النظامية بطريقة ذاتية.

## أهمية الخطأ
ربما كان إس. بول كوردر أول من أشار وناقش أهمية الأخطاء التي يرتكبها المتعلمون أثناء تعلمهم لغة ثانية. أخذت دراسة وتحليل أخطاء المتعلمين بعد ذلك بفترة وجيزة مكانًا بارزًا في علم اللغويات التطبيقية. يقترح براون أن عملية تعلم اللغة الثانية لا تختلف اختلافًا كبيرًا عن تعلم لغة أولى، وأن التغذية الراجعة التي يحصل عليها متعلم اللغة الثانية عند ارتكابه أخطاء تفيده في تطوير معرفته بهذه اللغة.